# Comuna de Łapsze Niżne
Łapsze Niżne (polaco: Gmina Łapsze Niżne) é uma gminy (comuna) na Polónia, na voivodia de Pequena Polónia e no condado de Nowotarski. A sede do condado é a cidade de Łapsze Niżne.
De acordo com os censos de 2004, a comuna tem 8746 habitantes, com uma densidade 70,1 hab/km².

## Área
Estende-se por uma área de 124,79 km², incluindo:
- área agricola: 54%
- área florestal: 35%

## Demografia
Dados de 30 de Junho 2004:
|                      | Total   | Total | Mulheres | Mulheres | Homens  | Homens |
| -------------------- | ------- | ----- | -------- | -------- | ------- | ------ |
|                      | pessoas | %     | pessoas  | %        | pessoas | %      |
| População            | 8746    | 100   | 4413     | 50,5     | 4333    | 49,5   |
| Densidade (pop./km²) | 70,1    | 100   | 35,4     | 35,4     | 34,7    | 34,7   |

De acordo com dados de 2002, o rendimento médio per capita ascendia a 1374,17 zł.

## Subdivisões
- Falsztyn, Frydman, Kacwin, Łapszanka, Łapsze Niżne, Łapsze Wyżne, Niedzica, Trybsz.

## Comunas vizinhas
- Bukowina Tatrzańska, Czorsztyn, Comuna de Nowy Targ.